# Acanthocephalus lucii
 Acanthocephalus lucii  ist eine Art der Kratzwürmer (Acanthocephala), die als Darmparasit vor allem in Süß- und Brackwasserfischen vorkommt und bei diesen eine Acanthocephalose auslöst.

## Merkmale
Weibliche Tiere erreichen eine Körperlänge von 8 bis 21 Millimetern, die Männchen bleiben dabei mit maximal etwa 4 bis 7,5 Millimetern deutlich kleiner. Der Rumpf ist im vorderen Bereich deutlich breiter als hinten. Der etwa 0,5 bis 0,7 Millimeter lange Rüssel (Proboscis) ist kurz und keulig und besitzt 12 bis 16 Hakenreihen aus jeweils 7 bis 9 Haken ohne vorderen Hakenwurzelfortsatz, wobei diese nach hinten kleiner werden.
Die Eier sind langoval und besitzen nur dünne Hüllmembranen. Sie haben eine durchschnittliche Länge von 103 und eine durchschnittliche Breite von 14 bis 16 Mikrometern.

## Lebensweise
Acanthocephalus lucii lebt als ausgewachsenes Tier als Darmparasit vor allem im Darm von Süßwasserfischen, vor allem von Karpfenfischen (Cyprinidae). Außerdem kann er bei weiteren Süßwasserarten sowie bei Brack- und Salzwasserarten wie verschiedenen Plattfischen und dem Hering vorkommen.